# Armoriale delle città del primo e secondo Impero

L'Armoriale delle città del primo e secondo Impero fornisce gli stemmi (immagini e blasonature) delle città del Primo Impero francese (1804-1815), del Secondo Impero (1852-1870) e del Regno d'Italia (1805-1814), in francese e in italiano.

## Descrizione
Durante l'Ancien Régime esistevano in Francia quaranta città che godevano del privilegio esclusivo di essere rappresentate ufficialmente all'incoronazione reale dai loro sindaci. Queste città avevano il titolo di bonne ville, e portavano come segno distintivo, nei loro scudi, il capo di Francia. La Rivoluzione francese abolì quest'uso, per lo stesso motivo numerose città persero i loro blasoni che sfoggiavano il segno della regalità.
Il decreto del 17 maggio 1809 che rese alle città il diritto di ottenere uno stemma, i cui dettagli furono normati con la circolare ministeriale del 4 luglio 1809, precisò che per l'avvenire nessuna città o corporazione poteva avere un blasone che in seguito all'autorizzazione dell'Imperatore. Inoltre suddivise le città in tre classi e precisò, in rapporto agli stemmi, i segni distintivi di ciascuna classe.

## Primo Impero francese

### Bonnes villes
Le bonnes villes (con il rango di duca) portavano nel loro stemma un capo di rosso, caricato di tre api d'oro poste in fascia (Capo delle Bonnes Villes dell'Impero) e come ornamenti esteriori avevano una corona murale a sette merli, cimata da un'aquila nascente per cimiero, il tutto d'oro, sostenuto da un caduceo del medesimo, posato al di sopra del capo, e al quale sono sospesi due festoni in funzione di lambrecchini, l'uno a destra di quercia, l'altro a sinistra d'ulivo, di oro, annodati e legati con nastri di rosso.
| Immagine | Nome della città, del dipartimento, blasonatura e nome del Barone-Sindaco (Baron-Maire) |
| -------- | --- |
|          | Alessandria (Marengo) (Barone-Sindaco: Giulio Baciocchi) Ecartelé, au premier et quatrième d'azur au chateau sommé d'une tour crénelée de trois pièces, d'argent, chargé d'un M de sable; au deuxième et troisième d'or au griffon de sable armé et lampassé de gueles, sur le tout d'argent à la Croix alaisée de gueules, au chef des bonnes villes de l'Empire qui est de gueules chargé de trois abeilles d'or. Inquartato: nel 1º e 4º d'azzurro al castello cimato da una torre, merlata di tre merli, d'argento e murato di nero, caricato da una M [=Marengo] dell'ultimo; nel 2º e 3º d'oro al grifone di nero, armato e linguato di rosso; sul tutto d'argento alla croce scorciata di rosso. Al capo di rosso caricato di tre api d'oro poste in fascia. |
|          | Amburgo (Bocche dell'Elba) (Barone-Sindaco: Friedrich von Graffen) D'argent à un château crénelé, donjonné de trois tourelles terminées en dôme, le tout de gueule, soutenu de sinople, au chef de gueules chargé de trois abeilles d'or. D'argento, al castello merlato, torricellato di tre torrette culminate da cupole, il tutto di rosso, sostenuto di verde, al capo di rosso caricato di tre api d'oro poste in fascia. |
|          | Amiens (Somme) (Barone-Sindaco: Augustin Debray) D'azur au lierre d'argent, au chef de gueules chargé de trois abeilles d'or. D'azzurro, all'edera d'argento, al capo di rosso caricato di tre api d'oro poste in fascia. |
|          | Amsterdam (Zuiderzee) (Barone-Sindaco: Willem Joseph van Brienen van de Groote Lindt) De gueules au pal cousu de sable chargé de trois flanchis d'argent, au chef de gueules chargé de trois abeilles d'or. Di rosso, al palo cucito di nero caricato di tre crocette in decusse d'argento, al capo di rosso caricato di tre api d'oro poste in fascia. Arma d'inchiesta : palo di nero su campo di rosso. |
|          | Angers (Maine e Loira) (Barone-Sindaco: Joseph François Joubert-Bonnaire) De gueules a la clef d'argent, au chef de gueules chargé de trois abeilles d'or. Di rosso, alla chiave d'argento, al capo di rosso caricato di tre api d'oro poste in fascia. |
|          | Anversa (Deux-Nèthes) (Barone-Sindaco: Jan Steven Werbrouck) De gueules au château a trois tours d'argent de cinq pièces, ouvert, ajouré et maçonné de sable, surmonté de deux mains appaumées, celle a dextre en bande, celle a senestre en barre d'argent, soutenu d'une rivière en fasce alaisée du même, au chef de gueules chargé de trois abeilles d'or. Di rosso, al castello a tre torri d'argento merlato di cinque pezzi, aperto, finestrato e murato di nero, sormontato da due mani appalmate, quella a destra in banda e quella a sinistra in sbarra d'argento, sostenuto da un fiume scorciato in fascia dello stesso, al capo di rosso caricato di tre api d'oro poste in fascia. |
|          | Aquisgrana (Roer) (Barone-Sindaco: ) D'or au globe d'azur cerclé et croiseté du champ, cantonné de quatre alérions de sable, allumé de gueules, au chef de gueules à trois abeilles d'or. D'oro, al globo d'azzurro cerchiato e crociato del campo, accantonato da quattro alerioni di nero, illuminati di rosso, al capo di rosso caricato di tre api d'oro poste in fascia. |
|          | Besançon (Doubs) (Barone-Sindaco: Antoine Louis Daclin) D'or au lion de sable, adextré et senestré d'une colonne de gueules, surmonté d'une croisette de sable, au chef de gueules chargé de trois abeilles d'or. D'oro, al leone di nero, addestrato e sinistrato da due colonne di rosso, sormontato da una crocetta di nero, al capo di rosso caricato di tre api d'oro poste in fascia. |
|          | Bordeaux (Gironda) (Barone-Sindaco: Jean-Baptiste Lynch) De gueules, au château à cinq tourelles d'argent, pavillonnées et girouettées d'or, ajourées de sable; le château la porte ouverte du champ et surmontée d'une cloche de sable; le tout surmonté d'un lion passant d'or et soutenu d'une terrasse de sinople, chargée d'un croissant d'argent, au chef de gueules chargé de trois abeilles d'or. Di rosso, al castello a cinque torrette d'argento, padiglionato e banderuolato d'oro, finestrato di nero; il castello, aperto con la porta sormontata da una campana di nero; il tutto sormontato da un leone passante d'oro e sostenuto da una terrazza di verde, caricata da un crescente d'argento, al capo di rosso caricato di tre api d'oro poste in fascia. |
|          | Bourges (Cher) (Barone-Sindaco: Antoine Callande Clamecy) Coupé au 1er de gueules, au dextrochère d'argent tenant une épée haute d'or, parti de sinople, à la gerbe d'or; au 2e d'azur, au bélier d'argent, passant sur une terrasse de sinople, au chef de gueules chargé de trois abeilles d'or. Semipartito troncato: nel 1º di rosso al braccio destro d'argento tenente una spada posta in palo d'oro; nel 2º di verde, al covone d'oro; nel 3º d'azzurro, all'ariete d'argento, passante su una terrazza di verde, al capo di rosso caricato di tre api d'oro poste in fascia. |
|          | Brema (Bocche del Weser) (Barone-Sindaco: Heinrich Lampe) D'or à la clef de sable posée en bande, le pennon vers le chef, au chef de gueules chargé de trois abeilles d'or. D'oro, alla chiave di nero posta in banda, col congegno verso il capo, al capo di rosso caricato di tre api d'oro poste in fascia. |
|          | Bruxelles (Dyle) (Barone-Sindaco: Charles de Mérode) De gueules au saint Michel d'or terrassant le démon de même, armé et allumé de sable, au chef de gueules chargé de trois abeilles d'or. Di rosso, al San Michele d'oro che atterra il diavolo dello stesso, armato e illuminato di nero, al capo di rosso caricato di tre api d'oro poste in fascia. |
|          | Caen (Caen) (Barone-Sindaco: Jean-Baptiste d'Aigremont de Saint-Manvieu) De gueules au château donjonné d'une tour crénelée d'or, au chef de gueules chargé de trois abeilles d'or. Di rosso, al castello torricellato di una torre merlata d'oro, al capo di rosso caricato di tre api d'oro poste in fascia. Nel 1809, la città di Caen richiese la concessione del seguente stemma: troncato di azzurro e di rosso all'aquila d'oro attraversante sul tutto, al capo di rosso caricato di tre api d'oro poste in fascia. Coupé d'azur et de gueules à l'Aigle d'or Brochant sur le tout, au chef de gueules chargé de trois abeilles d'or. |
|          | Clermont-Ferrand (Puy-de-Dôme) (Barone-Sindaco: Martial de Solagniat) D'azur à une croix cousue de gueules cantonnée: aux I et IV d'un fer de lance d'or; aux II et III d'un écu d'or chargé d'un gonfanon de gueules franché de sinople, qui est d'Auvergne au chef de gueules chargé de trois abeilles d'or. D'azzurro, alla croce cucita di rosso, accantonata: nel 1º e nel 4º da una punta di lancia d'oro posta in palo; nel 2º e 3º da uno scudo d'oro caricato di un gonfalone di rosso bordato di verde (che è d'Alvernia), al capo di rosso caricato di tre api d'oro poste in fascia. |
|          | Colonia (Roer) (Barone-Sindaco: Johann Jakob von Wittgenstein) D'argent et de gueules de trois pièces, au chef de gueules chargé de trois abeilles d'or, qui est des bonnes villes de l'Empire. Troncato inchiavato d'argento e di rosso di tre pezzi, al capo di rosso caricato di tre api d'oro poste in fascia. |
|          | Digione (Côte-d'Or) (Barone-Sindaco: Pierre Bernard Ranfer de Bretenières) Parti, au 1er d'azur, au cep de vigne d'or, à la bordure componée d'argent et de gueules; au 2e, bandé d'or et d'azur, à la bordure de gueules, au chef de gueules chargé de trois abeilles d'or.. |
|          | Firenze (Arno) (Barone-Sindaco: Emilio Pucci) D'argent a la fleur d'iris terrassé au naturel, au chef de gueules chargé de trois abeilles d'or. D'argento, al fiore di iris terrazzato al naturale, al capo di rosso caricato di tre api d'oro poste in fascia. |
|          | Gand (Schelda) (Barone-Sindaco: Joseph Sébastien della Faille d'Assenede) De sable a un lion d'argent languée et armé de gueules, au chef de gueules chargé de trois abeilles d'or. Di nero, al leone d'argento, lampassato e armato di rosso, al capo di rosso caricato di tre api d'oro poste in fascia. |
|          | Genova (Genova) D'argent a la croix de gueules, au chef de gueules chargé de trois abeilles d'or.. D'argento, alla croce di rosso, al capo di rosso caricato di tre api d'oro poste in fascia. |
|          | Ginevra (Lemano) Parti, au 1) d'or à une demi-aigle bicéphale de sable, armée, languée et becquée de gueules mouvant de la partition et au 2) de gueules à une clé d'or contournée; au chef de gueules chargé de trois abeilles d'or. Partito: il 1º d'oro, a una mezza aquila bicipite di nero, armata, lampassata e rostrata di rosso movente dalla partizione; il 2º di rosso, a una chiave d'oro rivoltata; al capo di rosso caricato di tre api d'oro poste in fascia. |
|          | Grenoble (Isère) (Barone-Sindaco: Charles Renauldon) D'or aux trois roses de gueules, au chef de gueules chargé de trois abeilles d'or.. D'oro, a tre rose di rosso, al capo di rosso caricato di tre api d'oro poste in fascia. |
|          | La Rochelle (Charente Marittima) (Barone-Sindaco: Paul Garreau) De gueules, au navire équipé d'argent, voguant sur une onde de sinople, au chef de gueules chargé de trois abeilles d'or. Di rosso, al bastimento d'oro, fornito d'argento, vogante su un mare di verde, al capo di rosso caricato di tre api d'oro poste in fascia. |
|          | L'Aia (Bocche della Mosa) D'or à la cigogne passante au naturel tenant dans son bec une anguille de sable, au chef de gueules chargé de trois abeilles d'or. D'oro, alla cicogna passante al naturale, tenente nel becco un'anguilla di nero, al capo di rosso caricato di tre api d'oro poste in fascia. |
|          | Liegi (Ourthe) De gueules au perron haussé, supporté par trois lions sur trois degrés, monté d'une pomme de pin, sommé d'une croix pattée, le tout d'or, accosté d'un L et G majuscules du même au chef de gueules chargé de trois abeilles d'or. Di rosso, alla scalinata rialzata di tre gradini, sostenuta da tre leoni, culminata da una cupola a pigna, cimata da una crocetta patente, il tutto d'oro, accostata dalle lettere maiuscole L e G dello stesso, al capo di rosso caricato di tre api d'oro poste in fascia. |
|          | Lilla (Nord) (Barone-Sindaco: Louis Marie Joseph de Brigode) Coupé d'azur et de gueules, l'azur au drapeau en lance d'argent orlé d'or; la gueule à la ville fortifiée et bombardée, le tout d'argent au chef de gueules chargé de trois abeilles d'or. Troncato d'azzurro e di rosso: nel 1* al drappo d'argento orlato d'oro, fissato ad una lancia pure d'argento, posta in sbarra; nel 2° di rosso alla città fortificata e bombardata, il tutto d'argento, al capo di rosso caricato di tre api d'oro poste in fascia. |
|          | Livorno (Mediterraneo) (Barone-Sindaco: Pietro Paolo Strambi) D'azur au château d'argent ouvert et maçonné de sable, donjonné de deux tourelles du même, celle à dextre sommée d'un drapeau d'argent chargé du mot FIDES de sable, le tout soutenu d'une mer de sinople; au chef cousu des bonnes villes de l'Empire. D'azzurro, alla fortezza torricellata di due, d'argento e murata di nero, la torre di destra cimata da una banderuola d'argento svolazzante a sinistra con la legenda FIDES, di nero; la fortezza movente da un mare di verde, al capo di rosso caricato di tre api d'oro poste in fascia. |
|          | Lubecca (Bocche dell'Elba) (Barone-Sindaco: Anton Diedrich Gütschow) D'argent à un vol de sable chargé en cœur d'un écusson coupé d'argent et de gueules; au chef de gueules chargé de trois abeilles d'or. D'argento, al volo di nero, caricato in cuore da uno scudetto troncato d'argento e di rosso, al capo di rosso caricato di tre api d'oro poste in fascia. |
|          | Lussemburgo (Forêts) (Barone-Sindaco: François Scheffer) D'argent à cinq burelles d'azur au lion de gueules couronné d'or brochant sur le tout, au chef de gueules chargé de trois abeilles d'or. D'argento, a cinque burelle d'azzurro, al leone di rosso coronato d'oro, attraversante sul tutto, al capo di rosso caricato di tre api d'oro poste in fascia. |
|          | Lione (Rodano) (Barone-Sindaco: Comte Nicolas-Marie-Jean-Claude Fay de Sathonay) De gueules au lion d'argent au chef de gueules chargé de trois abeilles d'or. Di rosso, al leone d'argento, al capo di rosso caricato di tre api d'oro poste in fascia. |
|          | Marsiglia (Bocche del Rodano) (Barone-Sindaco: Antoine-Ignace Anthoine) Tranché, au premier d'argent à la croix alésée d'azur, au second d'azur à une trirème antique d'or mouvant de la partition sur une mer de sinople au chef de gueules chargé de trois abeilles d'or. Trinciato, nel 1º d'argento, alla croce scorciata d'azzurro, nel 2º d'azzurro, alla trireme antica d'oro movente dalla partizione, vogante su un mare di verde, al capo di rosso caricato di tre api d'oro poste in fascia. |
|          | Magonza (Mont-Tonnerre) (Barone-Sindaco: Franz Konrad Macké) D'argent à deux roues de Mayence de gueules posées en bande, liées d'une croisette du champ à la bordure cousue d'or, également posée en bande; au chef de gueules chargé de trois abeilles d'or. D'argento, a due ruote di Magonza di rosso poste in banda, legate da una crocetta del campo bordata d'oro, pure posta in banda; al capo di rosso caricato di tre api d'oro poste in fascia. |
|          | Metz (Mosella) (Barone-Sindaco:(Nicolas Damas Marchant) Parti d'argent et de sable, à la demi-figure de femme nue, de carnation, mouvant de la pointe, couronnée de trois tours crénelées d'or, tenant de la dextre une épée haute en barre d'azur, et de la sénestre un étendard tricolore monté et frangé d'or [brochant la partition] au chef de gueules chargé de trois abeilles d'or. Partito d'argento e di nero, alla mezza figura di donna nuda, di carnagione, nascente dalla punta, coronata di tre torri merlate d'oro, tenente con la destra una spada alta d'azzurro posta in sbarra, e con la sinistra uno stendardo tricolore fustato e frangiato d'oro, posto in banda e attraversante sulla partizione; al capo di rosso caricato di tre api d'oro poste in fascia. |
|          | Montauban (Tarn e Garonna) (Barone-Sindaco: ) De gueules au saule d'or étêté, ayant six branches sans feuilles, trois à dextre, trois à senestre, au chef de gueules chargé de trois abeilles d'or. Di rosso al salice d'oro scoronato, con sei rami senza foglie, tre a destra, tre a sinistra, al capo di rosso caricato di tre api d'oro poste in fascia. |
|          | Montpellier (Hérault) (Barone-Sindaco: Pierre-Louis Granier) D'azur, au portail antique d'or, sous lequel est assise une Vierge vêtue d'azur, tenant l'enfant Jésus et ayant à ses pieds un écu: d'or, au tourteau de gueules, au chef de gueules chargé de trois abeilles d'or. D'azzurro, alla Vergine, vestita con una veste e un mantello, seduta su un trono antico, tenente il bambino Gesù, vestito, il tutto sormontato dalle lettere A e M onciali, il tutto d'oro, e sostenuto in punta da uno scudetto dello stesso, caricato da un tortello di rosso, al capo di rosso caricato di tre api d'oro poste in fascia. |
|          | Nancy (Meurthe) (Mosella) (Barone-Sindaco: François Antoine Lallemand) D'argent au chardon de pourpre tigé arraché et feuillé de sinople, au chef de gueules à trois abeilles d'or. D'argento, al cardo di porpora sradicato, fustato e fogliato di verde, al capo di rosso caricato di tre api d'oro poste in fascia. |
|          | Nantes (Loira inferiore) (Barone-Sindaco: Jean-Baptiste Bertrand-Geslin) De gueules au vaisseau équipé d'or, habillé d'hermine, voguant sur une mer de sinople mouvant de la pointe, au chef aussi d'hermine chargé d'un comble de gueules chargé de trois abeilles d'or. Di rosso, al vascello d'oro, fornito d'armellino, vogante su un mare di verde movente dalla punta, al capo pure d'armellino, abbassato sotto un altro capo di rosso caricato di tre api d'oro poste in fascia. |
|          | Nizza (Alpi Marittime) (Barone-Sindaco: Louis Romey) Un lion passant de gueules surmonté d'un soleil rayonnant du même, adextré d'un olivier et sénestré d'un oranger de sinople au chef de gueules chargé de trois abeilles d'or. D'argento, al leone passante di rosso, sormontato da un sole raggiante dello stesso, addestrato da un olivo e sinistrato da un arancio fruttato, al naturale, al capo di rosso caricato di tre api d'oro poste in fascia. |
|          | Nîmes (Gard) (Barone-Sindaco: Dominique-Casimir Fornier de Valaurie) De gueules au palmier de sinople posé sur une terrasse du même. Au crocodile passant et contourné, aussi de sinople, attaché avec une chaîne d'or au tronc du palmier. À la couronne florale d'or, liée d'un ruban du même, accrochée à une palme, en chef de l'écu à dextre. À l'inscription d'or en lettres latines COL à la dextre du tronc et NEM à senestre, au chef de gueules chargé de trois abeilles d'or. Di rosso, al palmizio terrazzato di verde, al cui fusto è legato, per mezzo di una catena d'oro posta in banda, un coccodrillo passante rivoltato, sempre di verde, collarinato d'oro, sormontato dalle iscrizioni COL a destra e NEM a sinistra del palmizio, dell'ultimo, i cui rami sostengono nel quartiere destro una corona d'alloro legata d'oro, al capo di rosso caricato di tre api d'oro poste in fascia.                                       |
|          | Orléans (Loiret) (Barone-Sindaco: Antoine Crignon des Ormeaux) De gueules, à trois cailloux en cœur de lys d'argent, deux et un, au chef de gueules chargé de trois abeilles d'or. Di rosso, a tre terzifoglie d'argento, al capo di rosso caricato di tre api d'oro poste in fascia. |
|          | Parigi (Senna) Soppressione del municipio di Parigi dal 1794 al 1848. Les «lettres patentes» accordées à la ville de Paris par Napoléon Ier le 29 janvier 1811, dans lesquelles le chef (partie supérieure) du blason comporte trois abeilles d'or sur fond de gueules en lieu et place des fleurs de lys sur fond d'azur. On y voit de plus apparaître une étoile d'argent au-dessus de la nef, et la déesse Isis en proue de la nef. Le «lettere patenti» accordate alla città di Parigi da Napoleone I il 29 gennaio 1811 riportano uno stemma in cui il capo del blasone porta tre api d'oro su fondo di rosso al posto dei gigli su fondo d'azzurro. È presente inoltre una stella d'argento al di sopra della nave e la dea Iside sulla prua: Di rosso, alla nave antica fornita, vagante su un mare ondoso, accompagnata alla destra del capo da una stella, il tutto d'argento, al capo di rosso caricato di tre api d'oro poste in fascia. |
|          | Parma (Taro) (Barone-Sindaco: ) D'or à la croix patée d'azur; au chef des bonnes villes de l'Empire. D'oro alla croce patente di azzurro, al capo di rosso caricato di tre api d'oro poste in fascia. |
|          | Piacenza (Taro) (Barone-Sindaco: Giuseppe Calciati) De gueules à la louve arretée et soutenue d'argent, surmontée de deux billettes du même au chef de gueules à trois abeilles d'or. Di rosso alla lupa ferma e sostenuta d'argento, sormontata da due biglietti del medesimo, al capo di rosso caricato di tre api d'oro poste in fascia. |
|          | Reims (Marna) (Barone-Sindaco: Pierre Jobert-Lucas) Parti, au 1er, d'argent, à l'aigle d'or, au 2e, d'or, à deux oliviers de sinople, au chef de gueules chargé de trois abeilles d'or. Partito: nel 1º d'argento, all'aquila d'oro; nel 2º d'oro, a due rami d'olivo, intrecciantisi in punta e in capo, al naturale, al capo di rosso caricato di tre api d'oro poste in fascia. Arma d'inchiesta : d'argento, all'aquila d'oro. |
|          | Rennes (Ille-et-Vilaine) (Barone-Sindaco: Esprit Charles Clair de La Bourdonnaye) D'hermine, au chef de gueules chargé de trois abeilles d'or. D'armellino, al capo di rosso caricato di tre api d'oro poste in fascia. |
|          | Roma (Roma) (Barone-Sindaco: ) D'argent à la bande de sable chargée d'une louve couchée allaitant deux jumeaux qu'elle semble regarder avec affection, au chef de gueules chargé de trois abeilles. D'argento alla banda di nero caricata di una lupa coricata, la testa rivoltata, allattante due gemelli che guarda con affetto, il tutto al naturale, al capo di rosso caricato di tre api d'oro poste in fascia. Nota: la seconda rappresentazione differisce dalla blasonatura! |
|          | Rotterdam (Bocche della Mosa) Coupé, au premier: écartelé d'or à un lion passant de gueules et aussi d'or à un lion passant de sable; au second: de sinople au pal d'argent au chef de gueules chargé de trois abeilles d'or. Troncato: nel 1º inquartato d'oro, a) e d) al leone passante di rosso, b) e c) al leone passante di nero; nel 2º di verde, al palo d'argento; al capo di rosso caricato di tre api d'oro poste in fascia, |
|          | Rouen (Seine-Inférieure) (Barone-Sindaco: Pierre Prosper Demadières) De gueules à l'agneau pascal d'argent, la tête nimbée et contournée, portant une bannerette du même chargée d'une croisette d'or, au chef de gueules chargé de trois abeilles d'or. Di rosso, all'agnello pasquale d'argento, la testa [nimbata] e rivoltata, tenente una banderuola dello stesso, caricata di una crocetta [d'oro], al capo di rosso caricato di tre api d'oro poste in fascia. |
|          | Strasburgo (Basso Reno) (Barone-Sindaco: Louis-François de Wangen de Geroldseck) D'azur diapré d'or à la bande d'argent au chef de gueules chargé de trois abeilles d'or. D'azzurro diaprato d'oro, alla banda d'argento, al capo di rosso caricato di tre api d'oro poste in fascia. |
|          | Tolosa (Alta Garonna) (Barone-Sindaco: Raymond de Bellegarde) De gueules à la croix cléchée, vidée, pommetée de douze pièces d'or, sur une vergette du même, accompagnée en pointe d'un agneau passant d'argent, la tête nimbée, contournée, brochant sur la vergette, la croix accostée à dextre d'un château d'argent, et à sénestre d'une basilique du même, au chef de gueules chargé de trois abeilles d'or. Di rosso, alla croce a chiave, vuota, pomettata di dodici pezzi d'oro, sostenuta da una verghetta dello stesso, accompagnata in punta da un agnello passante d'argento, con la testa nimbata, rivoltata, attraversante sulla verghetta; la croce addestrata da un castello d'argento e murato di nero, torricellato di tre pezzi, quello centrale più alto, e sinistrata da una basilica dello stesso; al capo di rosso caricato di tre api d'oro poste in fascia.                                                                |
|          | Tours (Indre e Loira) (Barone-Sindaco: Paul Deslandes) D'or à trois tours crénelées de sable, au chef de gueules chargé de trois abeilles d'or. D'oro, a tre torri di nero, merlate di cinque, al capo di rosso caricato di tre api d'oro poste in fascia. |
|          | Troyes (Aube) (Barone-Sindaco: Louis Joseph Bourgoin) D'azur à la bande d'argent côtoyée de deux doubles cotices potencées d'or de treize pièces, au chef de gueules chargé de trois abeilles d'or. D'azzurro, alla banda d'argento accostata da due cotisse potenziate e contropotenziate d'oro di tredici pezzi, al capo di rosso caricato di tre api d'oro poste in fascia. |
|          | Torino (Po) (Barone-Sindaco: Giovanni Negro) D'azur à un taureau furieux d'or accorné d'argent, au chef de gueules chargé de trois abeilles d'or. D'azzurro al toro furioso d'oro, cornato d'argento, al capo di rosso caricato di tre api d'oro poste in fascia. |
|          | Versailles (Seine-et-Oise) (Barone-Sindaco: Thomas-Guillaume Pétigny) D'azur, au château d'or, surmonté de trois jets d'eau d'argent, au chef de gueules chargé de trois abeilles d'or. D'azzurro, al castello d'oro, sormontato da tre getti d'acqua d'argento, al capo di rosso caricato di tre api d'oro poste in fascia. |

### Città di seconda classe
Le città di seconda classe (rango di conte), cioè quelle i cui sindaci assistevano (come gli omologhi delle bonnes villes) all'incoronazione dell'imperatore, portavano nella loro arma a destra un quartier franco d'azzurro, caricato di una N (Napoleone) d'oro sormontata da una stella raggiante dello stesso e avevano quali ornamenti esteriori una corona muraria d'argento a sette merli come cimiero, sostenuta da un caduceo dello stesso al quale sono sospesi due festoni in funzione di lambrecchini, l'uno a destra di quercia, l'altro a sinistra d'ulivo, di oro, annodati e legati con nastri di azzurro.
| Immagine | Nome della città, del dipartimento, blasonatura e nome del Barone-Sindaco (Baron-Maire) |
| -------- | --- |
|          | Aix-en-Provence (Bocche del Rodano) D'or, à cinq vergettes de gueules, au franc quartier des villes de seconde classe qui est à dextre d'azur à un N d'or, surmonté d'une étoile rayonnante du même. D'oro, a cinque verghette di rosso, al quartier franco a destra d'azzurro a una lettera N d'oro sormontata da una stella raggiante dello stesso. |
|          | Arles (Bocche del Rodano) D'azur au léopard accroupi d'or, la queue remontant entre les jambes, la patte dextre élevée tenant un labarum de Constantin du même chargé d'une inscription de sable CIV.AREL au franc quartier des villes de seconde classe qui est à dextre d'azur à un N d'or, surmonté d'une étoile rayonnante du même. D'azzurro, al leopardo aggruppato d'oro, con la coda che risale fra le zampe, con la branca destra alzata e tenente un labaro di Costantino dello stesso, caricato dalla iscrizione di nero CIV.AREL, al quartier franco a destra d'azzurro a una lettera N d'oro sormontata da una stella raggiante dello stesso. |
|          | Asti (Po) Coupé, au premier parti, au franc quartier des villes de seconde classe qui est à dextre d'azur à un N d'or, surmonté d'une étoile rayonnante du même, a senestre de sable à trois lances antiques rangées en fasce d'or, au deuxième écartelé d'azur et de gueule, à la croix d'argent brochant sur le tout. Troncato: nel 1º partito: a) d'azzurro a una lettera N d'oro sormontata da una stella raggiante dello stesso (quartier franco a destra delle città di seconda classe); b) di nero, a tre lance all'antica d'oro, ordinate in palo; nel 2º inquartato d'azzurro e di rosso, alla croce d'argento attraversante sul tutto. |
|          | Avranches (Manica) D'azur à un château d'argent, flanqué de deux tours crénelées de trois pièces du même, ouvertes ajourées et maçonnées de sable au franc quartier des villes de seconde classe qui est à dextre d'azur à un N d'or, surmonté d'une étoile rayonnante du même. D'azzurro, al castello d'argento, fiancheggiato da due torri merlate di tre pezzi dello stesso, aperti, finestrati e murati di nero, al capo di rosso caricato di due crescenti d'oro; al quartier franco a destra d'azzurro a una lettera N d'oro sormontata da una stella raggiante dello stesso. |
|          | Bayonne (Basses-Pyrénées) D'azur, à la tour crénelée de quatre pièces d'argent, ouverte, ajourée et maçonnée de sable, acc. de deux pins arrachés d'or, l'un à dextre, l'autre à senestre, et de deux lions affrontés d'argent, au franc quartier des villes de seconde classe qui est à dextre d'azur à un N d'or, surmonté d'une étoile rayonnante du même. D'azzurro, alla torre rotonda d'argento merlata di quattro pezzi, aperta, finestrata e murata di nero, accostata da due pini sradicati d'oro, uno a destra, l'altro a sinistra, caricati da due leoni affrontati d'argento, al quartier franco a destra d'azzurro a una lettera N d'oro sormontata da una stella raggiante dello stesso. |
|          | Beauvais (Oise) De gueules au pieu posé en pal d'argent, au franc quartier des villes de seconde classe qui est à dextre d'azur à un N d'or, surmonté d'une étoile rayonnante du même. Di rosso al palo di legno d'argento, aguzzato in basso, al quartier franco a destra d'azzurro a una lettera N d'oro sormontata da una stella raggiante dello stesso. |
|          | Bois-le-Duc (Bocche del Reno) Coupé; au premier, parti, à dextre des villes de seconde classe, à sénestre contrécartelé, aux premier et quatrième de sable au lion rampant d'or, aux deuxième et troisième d'argent au lion rampant de geules; au second du coupé, de sable à un arbre arraché d'or. Troncato: nel 1°, partito, a) d'azzurro a una lettera N d'oro sormontata da una stella raggiante dello stesso (quartier franco a destra delle città di seconda classe); b) inquartato, nel primo e nel quarto, di nero al leone d'oro; nel secondo e nel terzo, d'argento, al leone di rosso; nel 2°, di nero, all'albero d'oro. |
|          | Chartres (Eure-et-Loir) De gueules, à trois besants d'argent, chacun chargé d'une inscription de sable frappé au droit d'un denier du Moyen âge du type bléso-chartrain; au comble cousu d'azur, chargé d'ue gerbe d'or au franc quartier des villes de seconde classe qui est à dextre d'azur à un N d'or, surmonté d'une étoile rayonnante du même. Di rosso, a tre bisanti d'argento, ciascuno caricato da un'iscrizione di nero incisa sul dritto di un denaro medievale del tipo utilizzato a Blois e Chartres; al capo cucito d'azzurro, caricato di due covoni d'oro posti in decusse, al quartier franco a destra d'azzurro a una lettera N d'oro sormontata da una stella raggiante dello stesso. |
|          | Chiavari (Genova) D'azur à un château d'argent ouvert, ajouré et maçonné de sable mouvant de la champagne de sinople chargée d'une clé d'or posée en fasce, au franc quartier des villes de seconde classe qui est à dextre d'azur à un N d'or, surmonté d'une étoile rayonnante du même. D'azzurro, al castello d'argento, torricellato di tre pezzi, quello centrale più alto, aperto, finestrato e murato di nero, movente dalla campagna di verde caricata da una chiave d'oro posta in fascia, al quartier franco a destra d'azzurro a una lettera N d'oro sormontata da una stella raggiante dello stesso. |
|          | Cherbourg (Manica) D'azur à la fasce d'argent, chargée de trois étoiles en fasce de sable, et accompagnée de trois besants, deux en chef et un en pointe d'or au franc quartier des villes de seconde classe qui est à dextre d'azur à un N d'or, surmonté d'une étoile rayonnante du même. D'azzurro, alla fascia d'argento, caricata di tre stelle di nero, e accompagnata da tre bisanti, due in capo e uno in punta, d'oro, al quartier franco a destra d'azzurro a una lettera N d'oro sormontata da una stella raggiante dello stesso. |
|          | Delft (Bocche della Mosa) D'argent au pal de sable, chevronné et resarcelé du champ; franc quartier des villes de seconde classe. D'argento al palo di nero, scaglionato e sarchiato del campo, al quartier franco a destra d'azzurro a una lettera N d'oro sormontata da una stella raggiante dello stesso. |
|          | Granville (Manica) D'azur à la fasce nuagée d'argent, accompagné de trois étoiles d'or, deux en chef et une en pointe, chargée d'un dextrochère armé, de sable, mouvant du flanc senestre de l'écu et tenant une épée haute d'or franc au franc quartier des villes de seconde classe qui est à dextre d'azur à un N d'or, surmonté d'une étoile rayonnante du même. D'azzurro, alla fascia cannellata d'argento, accompagnata da tre stelle d'oro, due in capo e una in punta, caricata di un braccio destro armato, di nero, movente dal fianco sinistro dello scudo e tenente una spada alta d'oro, posta in palo, al quartier franco a destra d'azzurro a una lettera N d'oro sormontata da una stella raggiante dello stesso. |
|          | Grasse (Alpi Marittime) D'azur à un agneau pascal; à la champagne d'or chargée de deux rameaux au naturel passés en sautoir, à dextre d'olivier, à senestre de jasmin au franc quartier des villes de seconde classe qui est à dextre d'azur à un N d'or, surmonté d'une étoile rayonnante du même. D'azzurro, all'agnello pasquale, tenente con la zampa anteriore destra un'asta crociata, in sbarra, il tutto d'argento, alla campagna d'oro caricata di due rami al naturale passati in decusse, a destra d'olivo, a sinistra di gelsomino, al quartier franco a destra d'azzurro a una lettera N d'oro sormontata da una stella raggiante dello stesso. |
|          | Le Havre (Seine-Inférieure) D'azur à trois étoiles d'or au franc quartier des villes de seconde classe qui est à dextre d'azur à un N d'or, surmonté d'une étoile rayonnante du même. D'azzurro, a tre stelle d'oro, al quartier franco a destra d'azzurro a una lettera N d'oro sormontata da una stella raggiante dello stesso. |
|          | Hyères (Var) D'Azur à la tour d'argent, maçonnée de sable, ouverte et ajourée du Champ, crénelée de quatre pièces, donjonnée de trois tourelles, crénelée chacune de trois pièces du même, et accompagnée en pointe de trois besants, deux et un, d'or au franc quartier des villes de seconde classe qui est à dextre d'azur à un N d'or, surmonté d'une étoile rayonnante du même. D'azzurro, alla torre d'argento, murata di nero, aperta e finestrata del campo, merlata di quattro pezzi, torricellata di tre torrette, ciascuna merlata di tre pezzi dello stesso, e accompagnata in punta da tre bisanti, due e uno, d'oro, al quartier franco a destra d'azzurro a una lettera N d'oro sormontata da una stella raggiante dello stesso. |
|          | Le Mans (Sarthe) De gueules à la croix d'or chargée d'une clef contournée de sable, cantonnée de quatre chandeliers d'argent, au franc quartier des villes de seconde classe qui est à dextre d'azur à un N d'or, surmonté d'une étoile rayonnante du même. Di rosso, alla croce d'oro, caricata di una chiave rivoltata di nero, accantonata da quattro candelieri d'argento, al quartier franco a destra d'azzurro a una lettera N d'oro sormontata da una stella raggiante dello stesso. |
|          | Leida (Bocche della Mosa) D'argent aux deux clefs de gueules passées en sautoir, au franc quartier des villes de seconde classe qui est à dextre d'azur à un N d'or, surmonté d'une étoile rayonnante du même. D'argento alle due chiavi di rosso in decusse, al quartier franco a destra d'azzurro a una lettera N d'oro sormontata da una stella raggiante dello stesso. |
|          | Lier (Deux-Nèthes) D'argent aux trois chevrons de gueules, au franc quartier des villes de seconde classe qui est à dextre d'azur à un N d'or, surmonté d'une étoile rayonnante du même. D'argento, a tre scaglioni di rosso, al quartier franco a destra d'azzurro a una lettera N d'oro sormontata da una stella raggiante dello stesso. |
|          | Lovanio (Dyle) De gueules à la fasce d'argent, au franc quartier des villes de seconde classe qui est à dextre d'azur à un N d'or, surmonté d'une étoile rayonnante du même. Di rosso, alla fascia d'argento, al quartier franco a destra d'azzurro a una lettera N d'oro sormontata da una stella raggiante dello stesso. |
|          | Napoléonville (Vandea) De gueules à une ville d'argent sur un rocher de sinople accompagnée en chef d'une foix d'or, au franc quartier des villes de seconde classe qui est à dextre d'azur à un N d'or, surmonté d'une étoile rayonnante du même. Di rosso, alla città d'argento su una roccia di verde, accompagnata in capo da una fede d'oro, al quartier franco a destra d'azzurro a una lettera N d'oro sormontata da una stella raggiante dello stesso. |
|          | Rochefort (Charente-Inférieure) Coupé, au premier parti d'azur à un N d'or surmonté d'une étoile rayonnante du même, qui est des villes de seconde ordre; et d'argent à un fort crénelé posé sur un rocher, le tout de sable; au second de sable à un navire d'argent équipé d'or, voguant sur une mer d'argent mouvant de la pointe Troncato: nel 1º partito: a) d'azzurro a una lettera N d'oro sormontata da una stella raggiante dello stesso (quartier franco a destra delle città di seconda classe); b) d'argento, al forte merlato posato su una roccia, il tutto di nero; nel 2º di nero, al bastimento d'argento, fornito d'oro, vogante su un mare d'argento movente dalla punta. |
|          | Saint-Lô (Manica) De gueules, à une licorne passante d'argent, à l'écusson cantonné des villes de seconde classe. Di rosso, al liocorno passante d'argento, al quartier franco a destra d'azzurro a una lettera N d'oro sormontata da una stella raggiante dello stesso. |
|          | Savona (Montenotte) De gueules au pal d'argent, au chef d'azur chargé d'un palmier terrasé sur un mont d'or, au franc quartier des villes de seconde classe qui est à dextre d'azur à un N d'or, surmonté d'une étoile rayonnante du même. Di rosso, al palo d'argento, al capo d'azzurro caricato di un palmizio nodrito su un monte d'oro, al quartier franco a destra d'azzurro a una lettera N d'oro sormontata da una stella raggiante dello stesso. |
| .        | Thionville (Mosella) D'azur a deux drapeaux d'argent aux fûts d'or passés en sautoir, celui a dextre à la croix d'azur chargée d'un N d'or, celui de senestre à la fasce d'azur chargé d'un P aussi d'or, accompagnés de trois tours mal ordonnées crenelées chacune de cinq pièces d'argent, ouvertes, ajourés et maçonnées de sable, soutenues de sinople, et surmontées au point du chef d'un couronne de chêne de sinople, au franc quartier des villes de seconde classe qui est à dextre d'azur à un N d'or, surmonté d'une étoile rayonnante du même. D'azzurro, a due bandiere d'argento, fustate d'oro e passate in decusse, quella a destra alla croce d'azzurro caricata di una lettera N d'oro, quella di sinistra alla fascia d'azzurro caricata di una lettera P pure d'oro, accompagnate da tre torri male ordinate d'argento, ciascuna merlata di cinque pezzi, aperte, finestrate e murate di nero, sostenute di verde e sormontate nel punto del capo da una corona di quercia di verde; al quartier franco a destra d'azzurro a una lettera N d'oro sormontata da una stella raggiante dello stesso. |
|          | Tienen (Dyle) D'argent à la fasce d'azur, au franc quartier des villes de seconde classe qui est à dextre d'azur à un N d'or, surmonté d'une étoile rayonnante du même. D'argento, alla fascia d'azzurro, al quartier franco a destra d'azzurro a una lettera N d'oro sormontata da una stella raggiante dello stesso. |
|          | Tolone (Var) D'azur à la croix d'or, au franc quartier des villes de seconde classe qui est à dextre d'azur à un N d'or, surmonté d'une étoile rayonnante du même. D'azzurro, alla croce d'oro, al quartier franco a destra d'azzurro a una lettera N d'oro sormontata da una stella raggiante dello stesso. |
|          | Vesoul (Alta Saona) Coupé: au premier d'azur semé de billettes d'or au lion issant du même, armé et lampassé de gueules, brochant sur le tout, au second de gueules au croissant d'argent, au franc quartier des villes de seconde classe qui est à dextre d'azur à un N d'or, surmonté d'une étoile rayonnante du même. Troncato: nel 1º d'azzurro seminato di biglietti d'oro, al leone nascente dello stesso, armato e lampassato di rosso, attraversante sul tutto; nel 2º di rosso, al crescente d'argento; al quartier franco a destra d'azzurro a una lettera N d'oro sormontata da una stella raggiante dello stesso. |
|          | Vlaardingen (Bocche della Mosa) D'or au lion de gueules, au franc quartier des villes de seconde classe qui est à dextre d'azur à un N d'or, surmonté d'une étoile rayonnante du même. D'oro al leone di rosso; al quartier franco a destra d'azzurro a una lettera N d'oro sormontata da una stella raggiante dello stesso. |

### Città di terza classe
- Le città della terza classe (rango di barone), cioè quelle in cui i sindaci venivano nominati dai prefetti, portavano nella loro arma un quartier franco a sinistra, di rosso, caricato di una N d'argento sormontata da una stella raggiante dello stesso e avevano quali ornamenti esteriori un canestro formato da covoni d'oro e al quale sono sospesi due festoni in funzione di lambrecchini, l'uno a destra d'ulivo, l'altro a sinistra di quercia, annodati e legati con nastri di rosso.

| Immagine | Nome della città, del dipartimento, blasonatura e nome del Barone-Sindaco (Baron-Maire) |
| -------- | --- |
|          | Brionne (Eure) De gueules à la tour d'argent mouvant de la pointe d'une rivière du même, accostée de deux navettes d'or et chargée en abîme d'un B d'azur au franc quartier des villes de troisième classe, qui est à senestre une N d'argent surmontée d'une étoile rayonnant de même. Di rosso, alla torre d'argento movente dalla punta di un fiume dello stesso, accostata da due navette d'oro e caricata in abisso da una lettera B d'azzurro, al quartier franco a sinistra di rosso, alla lettera N d'argento sormontata da una stella raggiante dello stesso. |
|          | Carentan (Manica) D'hermine, au coq de gueules, chef d'azur chargé de trois étoiles d'argentau franc quartier des villes de troisième classe, qui est à senestre une N d'argent surmontée d'une étoile rayonnant de même. D'armellino, al gallo di rosso, col capo d'azzurro caricato di tre stelle d'argento, al quartier franco a sinistra di rosso, alla lettera N d'argento sormontata da una stella raggiante dello stesso. |
|          | Épernay (Marna) De gueules à une main dextre de carnation pressant une grappe de raisin d'or, accompagnée en chef de deux roses d'argent, et en pointe d'une lampe antique du même; le tout soutenu d'une champagne d'or, chargée d'une rose de gueules au franc quartier des villes de troisième classe, qui est à senestre une N d'argent surmontée d'une étoile rayonnant de même. Di rosso, alla mano destra di carnagione che comprime un grappolo d'uva d'oro, accompagnata in capo da due rose d'argento, e in punta da una lampada antica dello stesso; il tutto sostenuto da una terrazza d'oro caricata di una rosa di rosso, al quartier franco a sinistra di rosso, alla lettera N d'argento sormontata da una stella raggiante dello stesso. |
|          | Fontenoy-le-Château (Vosgi) D'azur à la cotice d'argent au franc quartier des villes de troisième classe, qui est à senestre une N d'argent surmontée d'une étoile rayonnant de même. D'azzurro, alla cotissa d'argento, al quartier franco a sinistra di rosso, alla lettera N d'argento sormontata da una stella raggiante dello stesso. |
|          | Mirecourt (Vosgi) D'azur, à la bande d'or au franc quartier des villes de troisième classe, qui est à senestre une N d'argent surmontée d'une étoile rayonnant de même. D'azzurro, alla banda d'oro, al quartier franco a sinistra di rosso, alla lettera N d'argento sormontata da una stella raggiante dello stesso. |
|          | Neufchâteau (Vosgi) D'argent à la bande de gueules, chargée de trois tours crenelées d'or, au franc quartier des villes de troisième classe, qui est à senestre une N d'argent surmontée d'une étoile rayonnant de même. D'argento, alla banda di rosso, caricata di tre torri merlate d'oro, al quartier franco a sinistra di rosso, alla lettera N d'argento sormontata da una stella raggiante dello stesso. |
|          | Paimbœuf (Loira Atlantica) D'azur au navire de gueules voilé d'or, soutenu d'une mer d'argent, au franc quartier des villes de troisième classe, qui est à senestre une N d'argent surmontée d'une étoile rayonnant de même. D'azzurro, al bastimento di rosso fornito d'oro, sostenuto da un mare d'argento, al quartier franco a sinistra di rosso, alla lettera N d'argento sormontata da una stella raggiante dello stesso. |
|          | Pons (Charente Marittima) De sinople à trois ponts de trois arches, l'un sur l'autre, d'or, maçonnés de sable et soutenus chacun d'une rivière d'argent; franc-quartier des villes de troisième classe, qui est à senestre de gueules chargé d'un N d'argent surmonté d'une étoile rayonnante du même. Di verde, a tre ponti di tre archi, l'uno sull'altro, d'oro, murati di nero e sostenuti ciascuno da un fiume d'argento; al quartier franco a sinistra di rosso, alla lettera N d'argento sormontata da una stella raggiante dello stesso. |
|          | Tournus (Saona e Loira) De gueules au château de trois tours crénelées d'argent, maçonne de sable, ouvert et ajouré du champ, accompagné en pointe de la Croix de la Légion d'Honneur au naturel, au franc quartier des villes de troisième classe, Qui est à senestre de gueules a un N d'argent surmontée d'une étoile rayonnant de même. Di rosso, al castello con tre torri merlate d'argento, murato di nero, aperto e finestrato del campo, accompagnato in punta dalla croce della Legion d'Onore al naturale, al quartier franco a sinistra di rosso, alla lettera N d'argento sormontata da una stella raggiante dello stesso. Nota: il castello dell'immagine non è aperto e finestrato del campo.                                              |
|          | Valognes (Manica) D'azur au lynx courant d'argent, accompagné de deux épis de blé, un à dextre, un à senestre, en pal, d'or, et surmonté de deux autres épis de blé, en sautoir, du même, au franc quartier des villes de troisième classe, qui est à senestre une N d'argent surmontée d'une étoile rayonnant de même. D'azzurro, alla lince corrente d'argento, accompagnata da due spighe di grano, una a destra, una a sinistra, poste in palo, d'oro, e sormontata da altre due spighe di grano, poste in decusse, dello stesso, al quartier franco a sinistra di rosso, alla lettera N d'argento sormontata da una stella raggiante dello stesso.                                                                                                   |

## Regno d'Italia

### Buone città
Le buone città portavano nello stemma un capo di verde colla lettera N (Napoleone) d'oro posta nel cuore ed accostata da tre rose a sei foglie, del medesimo. Lo stemma era cimato dalla corona murale a sette merli, d'oro, sormontato dall'aquila nascente al naturale, tenente tra gli artigli un caduceo d'oro, in fascia; il tutto accompagnato da due festoni intrecciati di ulivo e di quercia dell'ultimo, uscenti dalla corona e divisi tra i due fianchi ricongiunti e pendenti dalla punta.
| Immagine | Nome della città, del dipartimento, blasonatura e nome del Barone-Sindaco (Baron-Maire) |
| -------- | --- |
|          | Brescia (Mella) D'argent au léopard rampant à la queue retournée de gueules; au chef de sinople chargé de la lettre capitale N accompagnée de trois roses de six feuilles mal ordonnées, tous d'or. D'argento, al leopardo illeonito di rosso con la coda rovesciata, al capo di verde caricato dalla lettera maiuscola N accompagnata da tre rose di sei foglie male ordinate, il tutto d'oro. |
|          | Milano (Olona) D'argent à la croix de gueules, au chef de sinople chargé de la lettre capitale N accompagnée de trois roses de six feuilles mal ordonnées, tous d'or. D'argento, alla croce di rosso, al capo di verde caricato dalla lettera maiuscola N accompagnata da tre rose di sei foglie male ordinate, il tutto d'oro.                                                                 |
|          | Venezia (Adriatico) D'azur a la tete de léopard d'or et ailé de même au chef de sinople chargé de la lettre capitale N accompagnée de trois roses de six feuilles mal ordonnées, tous d'or. D'azzurro, alla testa di leone alata d'oro, posta in maestà, al capo di verde caricato dalla lettera maiuscola N accompagnata da tre rose di sei foglie male ordinate, il tutto d'oro.              |

### Città di prima classe
Le città di prima classe  portavano nella loro arma un cantone franco destro di verde alla lettera N (Napoleone) d'argento, sormontata da una stella del medesimo; il tutto cimato dalla corona murale a cinque merli, accollata da un caduceo del medesimo posto in fascia ed accompagnato da due festoni intrecciati d'ulivo e di quercia uscenti dalla corona, divisi tra i due fianchi dello scudo, ricongiunti e pendenti dalla punta, il tutto dorato.
| Immagine | Nome della città, del dipartimento, blasonatura e nome del Barone-Sindaco (Baron-Maire) |
| -------- | --- |
|          | Como (Lario) De gueules à la croix d'argent, au franc canton de sinople chargé d'une lettre N d'argent surmontée d'une étoile du même. Di rosso alla croce piana d'argento, al quartier franco a destra di verde alla lettera N d'argento, sormontata da una stella dello stesso. |
|          | Ferrara (Basso Po) Coupé de sable et d'argent, à un livre de gueules chargé d'une cithare d'argent, entouré d'une couronne de lauriers de sinople, u franc canton de sinople chargé d'une lettre N d'argent surmontée d'une étoile du même. Troncato di nero e d'argento, al libro chiuso di rosso, attraversante sulla partizione, caricato di una cetra d'argento e circondato da un serto di foglie d'alloro di verde, al quartier franco a destra di verde, alla lettera N d'argento sormontata da una stella dello stesso. |
|          | Modena (Panaro) D'or à deux tarières de sable passées en sautoir, soutenues d'un listel d'argent chargé de l'inscription AVIA PERVIA en lettres de sable, une croisette d'azur brochant en abîme sur les tarières, au franc canton de sinople chargé d'une lettre N d'argent surmontée d'une étoile du même.. D'oro, a due trivelle di nero passate in decusse, sostenute da un listello d'argento caricato dalla iscrizione AVIA PERVIA in lettere maiuscole di nero, alla crocetta d'azzurro attraversante in cuore sulle trivelle, al quartier franco a destra di verde, alla lettera N d'argento sormontata da una stella dello stesso. |
|          | Varese (Lario) De gueules, à la fasce-pal estrée d'argent, au franc-quartier de sinople chargé d'un N en capitale d'argent surmonté d'une étoile du même. Di rosso, alla fascia-palo troncato d'argento, al canton franco a destra caricato di una lettera N d'argento sormontata da una stella dello stesso. |

## Altri tipi di stemmi
| Immagine | Nome della città e blasonatura |
| -------- | --- |
|          | Cambrai (Nord) D'or à une aigle éployée de sable. D'oro, all'aquila spiegata di nero. |
|          | Chalons-sur-Marne (Marna) D'azur à la croix d'argent cantonnée de quatre abeilles d'or. D'azzurro, alla croce d'argento, accantonata da quattro api d'oro. |
|          | Coblenza (Rhin-et-Moselle) D'azur, à un écusson en losange d'argent chargé d'une croix alésée de gueules sur laquelle broche une fleur de tournesol d'or; le tout soutenu par deux dauphins affrontés, celui de dextre d'or l'autre d'argent, cambrés queues en chef et gueules en pointe, vomissant deux rivières de l'un en l'autre mêlant leurs flots en pointe; au chef d'argent chargé d'un pampre feuillé de trois pièces au naturel. D'azzurro, allo scudetto a losanga d'argento, caricato di un croce scorciata di rosso, al fiore di girasole d'oro attraversante sulla croce, il tutto sostenuto da due delfini posti in palo, affrontati, quello di destra d'oro, l'altro d'argento, inarcati con le code verso il capo e i musi verso la punta, vomitanti due fiumi dell'uno nell'altro che uniscono i loro flussi in punta; al capo d'argento caricato di un tralcio di vite, pampinoso di tre pezzi, il tutto al naturale. |
|          | Fréjus (Var) D'azur à une frégate voguant sur la mer, le tout au naturel, surmontée d'une ombre de soleil d'or, l'écu surmonté du mot Fréjus en capitales de sable et entouré de la devise: «Julius Cæsar Nominavit - Napoleo Magnus Illustravit». D'azzurro, alla fregata vogante sul mare, il tutto al naturale, sormontata da un'ombra di sole d'oro; lo scudo sormontato dalla parola Fréjus in lettere maiuscole di nero e circondato dal motto: Julius Caesar nominavit - Napoleo Magnus illustravit. |
|          | Saint-Étienne (Loira) D'azur, à deux fusils d'or adossés en pal, accostés de deux clefs d'argent aussi adossées, surmontés d'un lambel d'or à quatre pendants, soutenus d'une molette d'argent, aux deux palmes de même en sautoir brochant sur le tout. D'azzurro, a due fucili d'oro addossati in palo, le canne verso l'alto, accostati in capo da due chiavi d'argento pure addossate, sormontati da un lambello d'oro a quattro pendenti, e sostenuti da una rotella di sperone d'argento, a due palme dello stesso poste in decusse e attraversanti sul tutto. |
|          | Trieste (Province illiriche) Coupé, au premier d'or à l'aigle impériale essorante au naturel; au second, tiercé en fasce d'azur d'argent et de gueules à la pointe de ranseur (hallebarde de Saint Serge) d'or brochante. Troncato,: nel primo d'oro all'aquila imperiale al naturale sorante, posta sulla linea della partizione; nel secondo interzato in fascia d'azzurro, d'argento e di rosso all'alabarda di San Sergio d'oro, attraversante sull'interzato. |
|          | Niort (Deux-Sèvres) D'azur semé d'abeilles impériales d'or, à la tour d'argent sommé d'une autre tour du même, brochant sur le tout crénelée, maçonnée et ajourée de sable, posée sur une rivière aussi d'argent, mouvant de la pointe. D'azzurro seminato di api d'oro, alla torre tonda d'argento, di due palchi, murata e finestrata di nero, il primo primo di due, il secondo di uno, merlate di cinque, il primo palco aperto d'argento, la torre posta su un fiume ondoso dell'ultimo, movente dalla punta. |
|          | Plombières-les-Bains (Vosgi) D'azur à la fontaine jaillissante d'argent au chef de gueules chargée de trois abeilles d'or. D'azzurro, alla fontana zampillante d'argento, sostenuta da una campagna di rosso, al capo dell'ultimo, caricato di tre api d'oro. |

## Secondo Impero

### Città di prima classe
| Immagine | Nome della città, del dipartimento, blasonatura e nome del Barone-Sindaco (Baron-Maire) |
| -------- | --- |
|          | Parigi (Senna) Blason de 1853 - Décision préfectorale du 24 novembre 1853. À noter que sous le second empire, Napoléon III a permis le chef fleurdelisé de France pour le blason de Paris. Stemma del 1853 - Decisione prefettorale del 24 novembre 1853. Da notare che sotto il secondo impero Napoleone III permise il capo di Francia antica per l'arma di Parigi. |

### Città di seconda classe
| Immagine | Nome della città, del dipartimento, blasonatura e nome del Barone-Sindaco (Baron-Maire) |
| -------- | --- |
|          | Darnétal (Senna) De gueules à la fasce ondée d'argent, accompagnée en chef de deux roues d'engrenage du même, et en pointe d'un maillet d'imprimeur accosté à dextre d'une navette de tisseur posée en barre avec sa bobine brochant en bande, et à senestre d'une navette à drap posée en bande avec son chardon brochant en barre, le tout d'orau franc quartier des villes de seconde classe qui est à dextre d'azur à un N d'or, surmonté d'une étoile rayonnante du même. Di rosso, alla fascia ondata d'argento, accompagnata in capo da due ruote d'ingranaggio dello stesso, e in punta da un mazzuolo da tipografo accostato a destra da una spola da tessitore posta in barra con il suo rocchetto attraversante in banda, e a sinistra a una navetta per stoffa posta in banda con il suo cardo attraversante in sbarra, il tutto d'oro, al quartier franco a destra d'azzurro alla lettera N d'oro sormontata da una stella raggiante dello stesso. |
|          | Fontainebleau (Seine-et-Marne) Tiercé en fasce: au premier, d'or, à l'aigle d'Empire de sable; au deuxième, d'azur à la fasce ondée d'argent; au troisième, d'argent à la salamandre enflammée de gueules, au franc quartier des villes de seconde classe qui est à dextre d'azur à un N d'or, surmonté d'une étoile rayonnante du même (décret du 25 juin 1864). Interzato in fascia: nel 1º d'oro, all'aquila dell'Impero di nero; nel 2º d'azzurro, alla gemella in fascia ondata d'argento; nel 3º d'argento, alla salamandra infiammata di rosso, al quartier franco a destra d'azzurro alla lettera N d'oro sormontata da una stella raggiante dello stesso. |
|          | Givors (Rodano) De gueules, à trois abeilles d'or placées: deux et une au franc quartier des villes de seconde classe qui est à dextre d'azur à un N d'or, surmonté d'une étoile rayonnante du même. Di rosso, a tre api d'oro poste 2 e 1, al quartier franco a destra d'azzurro alla lettera N d'oro sormontata da una stella raggiante dello stesso. |
|          | Rueil-Malmaison (Hauts-de-Seine) De gueules au château de la Malmaison d'or, ouvert et ajouré de sable, soutenu d'une fleur d'hortensia d'azur tigée et feuillée de sinople, au franc quartier des villes de seconde classe qui est à dextre d'azur à un N d'or, surmonté d'une étoile rayonnante du même. Di rosso, al castello della Malmaison d'oro, aperto e finestrato di nero, sostenuto da un fiore d'ortensia d'azzurro fustato e fogliato di verde, al quartier franco a destra d'azzurro alla lettera N d'oro sormontata da una stella raggiante dello stesso. |
|          | Tarare (Rodano) D'or à la croix ancrée de gueules, cantonnée de quatre Fusées de sable, au franc quartier des villes de seconde classe qui est à dextre d'azur à un N d'or, surmonté d'une étoile rayonnante du même. D'oro, alla croce ancorata di rosso, accantonata da quattro fusi di nero, al quartier franco a destra d'azzurro alla lettera N d'oro sormontata da una stella raggiante dello stesso. |

### Città di terza classe
| Immagine | Nome della città, del dipartimento, blasonatura e nome del Barone-Sindaco (Baron-Maire) |
| -------- | --- |
|          | Mentone (Alpi Marittime) Parti: au premier d'azur au Saint-Michel d'or terrassant un démon du même; au deuxième d'argent à un citronnier au naturel posé sur un mont du même, baigné par une mer d'azur ondée d'argent, au comble d'azur chargé de trois étoiles d'argent, au franc quartier des villes de troisième classe, qui est à senestre une N d'argent surmontée d'une étoile rayonnant de même. Partito: nel 1º d'azzurro, al San Michele d'oro che atterra un demone dello stesso; nel 2º d'argento, all'albero di limone al naturale posto su un monte dello stesso, bagnato da un mare azzurro ondato d'argento, al colmo d'azzurro caricato di tre stelle d'argento, al quartier franco a sinistra di rosso, alla lettera N d'argento sormontata da una stella raggiante dello stesso. |